# Keld Helmer-Petersen
Keld Helmer-Petersen (født 23. august 1920 i København, død 6. marts 2013) var en dansk fotograf, der opnåede bred international anerkendelse i 1940'erne og 1950'erne for sine abstrakte farvefotografier.

## Tidlige år
Keld Helmer-Petersen er født og opvokset på Østerbro i København. Han begyndte at fotografere, da han i 1938 fik et Leica kamera i studentergave . Allerede tidligt blev han opmærksom på tendenser i internationalt fotografi; i 1940erne abonnerede han på US Camera Annual, og i samme periode blev han bekendt med tysk mellemkrigsfotografi, som det kom til udtryk ved Bauhaus og i bevægelsen Ny Saglighed 
Det internationale udsyn og en interesse i samtidens kunst og arkitektur var medvirkende til, at Keld Helmer-Petersen i en alder af 23 år, som en af de første fotografer herhjemme begyndte at arbejde med et abstrakt formsprog. Med Bauhaus og Albert Renger-Patzsch som forudsætning udgav han i 1948 det tosprogede pragtværk 122 Farvefotografier/122 Colour Photographs. Det var en dristig, men konsekvent satsning af en selvlært fotograf, der ønskede at hævde kamerakunstens position som en selvstændig kunstart. Bogen opfattes i dag som et tidligt pionerværk inden for farvefotografi.  

## Karriere
Pionerindsatsen med 122 Farvefotografier skaffede Helmer-Petersen stipendiestøtte fra Danmark-Amerika Fondet til et ophold ved det berømte Institute of Design i Chicago (grundlagt af Laszlo Moholy-Nagy i 1937 under navnet New Bauhaus). Under opholdet på skolen både underviste og studerede han. Blandt andet under den amerikanske fotograf Harry Callahan. Helmer-Petersen begyndte her at eksperimentere med et kontrastfyldt grafisk sort/hvidt udtryk påvirket af billedkunstens konstruktivisme og dennes fascination af industriens maskiner og arkitekturens konstruktioner . Et udvalg af fotografierne, Helmer-Petersen skabte i Chicago blev udgivet i det lille bogværk Fragments of a City (1960). Bogen giver et portræt af byen i 35 stramt komponerede grafiske billeder og er et radikalt eksempel på Helmer-Petersens grafiske og formeksperimenterende fotografi. 
Helmer-Petersens tilgang til fotografiet var i det hele taget eksperimentende og undersøgende. Igen og igen arbejdede han på grænsen af, hvad vi normalt opfatter som fotografi. Blandt andet arbejdede han løbende gennem hele sin karriere med det kameraløse fotografi, de såkaldte fotogrammer (en teknik hvor man i mørkekammeret fx placerer objekter direkte på lysfølsomt papir). Nysgerrigheden efter at afprøve mediets grænseområder kom også til udtryk i flere korte eksperimentalfilm, heriblandt Copenhagen Boogie fra 1949. 
Fra 1970'erne blev Helmer-Petersen optaget af de figurative muligheder i fundne genstande. Som Irving Penn (og samtidig med ham) har Helmer-Petersen gået med næsen i fortovet og gjort opdagelser mellem det forblæste og nedtrådte gadeskrald. Det afstedkom blandt andet serien Deformationer . I perioden fra 1974-1993 skabte Helmer-Petersen en større serie af nærved abstrakte farvefotografier af vægge, tømmerstabler mv. Et udvalg udkom i bogen Danish Beauty i 2004.  
I midten af 2000’erne blev Keld Helmer-Petersen genopdaget, da 122 Farvefotografier blev præsenteret i bind I af Martin Parr og Gerry Badgers prestigefyldte tre-bindsudgivelse om de bedste og mest skelsættende fotobøger gennem fotografiets historie: The Photobook. A History vol. I-III. I kølvandet herpå fulgte flere udstillinger og fornyet international interesse for hans arbejde. I 2007 udgav Helmer-Petersen en righoldig retrospektiv monografi, der præsenterer et bredt udsnit af arbejder fra hans mangeårige karriere.
I sine sidste arbejder eksperimenterede Helmer-Petersen med de digitale muligheder. Han vendte samtidig tilbage til det sort/hvide grafiske udtryk han havde dyrket i 1950erne og 1960erne. I årene fra 2008 og frem til hans død scannede han forskellige gamle negativer og fundne genstande, skrald, insekter, tråd mv. på en flatbed scanner for derefter med hjælp fra fotograf Jens Frederiksen at bearbejde det digitalt. Det mundede ud i de tre bøger Black Noise (2010), Back to Black (2011) og den posthumt udgivne Black Light (2014). 

## Arkitekternes fotograf
Arkitektur og design fyldte meget både professionelt og som kunstnerisk interessefelt for Helmer-Petersen. I årene 1952-1956 var han kompagnon med fotografen Erik Hansen, hvorefter han i 1956 oprettede sit eget atelier med speciale i arkitektur- og designfotografi. Han fotograferede de efterfølgende årtier for sin egen generation af arkitekter og designere som Finn Juhl, Jørgen Bo, Jørn Utzon og Poul Kjærholm. Med sidstnævnte udviklede Helmer-Petersen et tæt mangeårigt samarbejde. Han fotograferede alle Kjærholms møbler og de skabte sammen den exceptionelle udstilling Strukturer, som blev vist i designer Ole Palsbys showroom i 1965. Desuden designede Kjærholm Helmer-Petersens første soloudstilling Eksperiment & Dokumentation i 1954 på Kunsthal Charlottenborg i København.     
Fra 1964-1990 var Helmer-Petersen desuden lektor ved Kunstakademiets Arkitektskole, Institut for Visuel Kommunikation. Desuden var han gæstelærer ved Den Grafiske Højskole (1960-63), periodisk ansat ved Skolen for Brugskunst og Konstvetenskapliga Institut ved Lunds Universitet i 1970erne. Censor ved Charlottenborg Forårsudstilling 1977-78. I bestyrelsen for Charlottenborg Efterårsudstilling 1979-81 og bestyrelsesformand for Museet for Fotokunst 1984-93.

## Rejser
At opdage verden og fremmede kulturer indtog en central rolle i Helmer-Petersens liv. Det var også på rejser han hentede inspiration til sit arbejde. Under opholdet i USA i 1950/51 rejste han rundt i landet som fotograf for Life Magazine. I 1957 foretog han en jordomrejse der tog ham gennem USA, Mexico, Japan, Kina, samt Indien og i 1975 var han på en længere rejse til Iran. I 1980 var han igen i USA. Derudover har han foretaget en lang række mindre rejser i Europa. Helmer-Petersens arkiv vidner om, at han fotograferede omfattende på sine rejser.   

## Privatliv
Keld Helmer-Petersen var søn af fuldmægtig, senere Legationsråd, Kai Helmer-Petersen og Estred Charlotte Andersen. Han var gift med TV-teaterinstruktør Birthe Helmer-Petersen (født Adelsteen Dalsgaard). De fik sammen sønnerne Jan og Finn Helmer-Petersen.
Jan Helmer-Petersen viderefører og formidler Helmer-Petersens virke efter hans død. Arkivet efter Helmer-Petersen er overdraget til Det Kgl. Bibliotek, som har digitaliseret og offentliggjort en væsentlig del af fotografens negativer og dias.
Keld Helmer-Petersen er begravet på Garnisons Kirkegård.  

## Udgivelser
- 1948: 122 Farvefotografier, København, Det Schønbergske Forlag.
- 1952: Colour before the Camera, The Fountain Press, London.
- 1960: Fragments of a City, Hans Reitzel, København.
- 1993: Frameworks, Photographs 1950-1990 ISBN 87-412-3242-9.
- 2004: Danish Beauty, København, Edition Bløndal.
- 2007: Photographs 1941-1995, København, Christian Ejlers, ISBN 978-87-7241-282-5.
- 2010: Black Noise, London, Rocket Gallery.
- 2011: Back to Black, London, Rocket Gallery.
- 2012: 122 Colour Photographs, Errata Editions (Books on Books 14), ISBN 9781935004271.
- 2014: Black Light, London, Rocket Gallery.
- 2019: Keld Helmer-Petersen, Photographs 1941-2013, Strandberg Publishing, København, ISBN 978-87-93604-54-4

## Kortfilm
- 1949: Copenhagen Boogie (sort/hvid eksperimentalfilm), København
- 1950: Chicago Motion Light Study (sort/hvid eksperimentalfilm), Chicago
- 1951: Designer + Industrial Society (dokumentarfilm med Jiri Kolaja), Chicago
- 1968: Rødt og Hvidt (turistfilm i farver), København
- 1971: Falling Water (eksperimentalfilm i farver), København

## Priser
- Thorvald Bindesbøll Medaljen (1981)
- Nationalbankens Jubilæumsfonds hæderslegat (1996)
- Fogtdals Fotografpriser (2005)
- Forening for Boghåndværks hæderspris (2011)

## Udvalgte udstillinger
- At se det store i det små… i al enkelhed, Banja Rathnov Galleri og Kunsthandel, Copenhagen (2020)
- Finding Beauty, Det Nationale Fotomuseum, Det Kongelige Bibliotek, Copenhagen (2019-20)
- Un autre monde, La Maison du Danemark, Paris (2014)
- Augen Auf! - 100 Jahre Leica Fotografie, Deichtorhallen, Hamburg (2014)
- Keld Helmer-Petersen, Yossi Milo Gallery, New York (2014)
- Keld Helmer-Petersen, Galleri Weinberger, Copenhagen (2009)
- Winter Graphics, Rocket Gallery, London (2008)
- Keld Helmer-Petersen, Rocket Gallery, London (2005)
- Les Rencontres d'Arles, France (2005)
- De tidlige år, Fotografisk Center, Copenhagen (2005)
- Retrospektivt, Fotografisk Center, Copenhagen (2004)
- Fotografier af Keld Helmer-Petersen, Museet for Fotokunst, Odense (1990)
- Strukturer, Ole Palsby Galleri, Copenhagen (1965) med Poul Kjærholm
- Eksperiment og Dokumentation, Charlottenborg, København (1954) med Poul Kjærholm
- Post-War European Photography, Museum of Modern Art, New York (1953-54)
- Subjektive Fotografie II, Saarbrücken (1954-55)